# Stanisław Garnczarski
Stanisław Garnczarski (ur. 8 maja 1962 w Gorlicach) – polski duchowny rzymskokatolicki, doktor habilitowany teologii w zakresie muzykologii, profesor nadzwyczajny Uniwersytetu Papieskiego Jana Pawła II w Krakowie, wykładowca muzyki kościelnej Wydziału Teologicznego Sekcja w Tarnowie.

## Życiorys
Pochodzi z parafii św. Andrzeja Boboli w Gorlicach. W latach 1977–1981 uczęszczał do Liceum Ogólnokształcącego im. M. Kromera w Gorlicach. Po maturze wstąpił do Wyższego Seminarium Duchownego w Tarnowie, a po ukończeniu studiów filozoficzno-teologicznych otrzymał święcenia kapłańskie z rąk abpa Jerzego Ablewicza 24 maja 1987 roku. W tym samym roku obronił pracę magisterską z teologii pt. Mariologia hymnu Akathistos w Papieskiej Akademii Teologicznej w Krakowie. Jako wikariusz pracował w parafiach Wola Rzędzińska (1987-1989), Poręba Spytkowska (1989-1990) i Rzezawa (1990-1991). W latach 1991–1996 odbył studia muzykologiczne w Instytucie Muzykologii KUL uwieńczone tytułem magistra muzykologii na podstawie pracy pt. Repertuar gregoriański w polskich śpiewnikach katolickich z XIX i XX wieku oraz licencjatem z teologii. W latach 1996–2001 pełnił funkcję prefekta w Wyższym Seminarium Duchownym w Tarnowie. Natomiast w latach 1997-2001 odbył studia doktoranckie w Instytucie Muzykologii KUL zakończone doktoratem pt. Religijna kultura muzyczna miasta Tarnowa w latach 1786-1939 pod kierunkiem ks. prof. dra hab. I. Pawlaka. Jednocześnie w latach 1998-2000 uczestniczył w Chórmistrzowskim Studium Podyplomowym w Akademii Muzycznej w Bydgoszczy, organizowanym przy współudziale Centrum Animacji Kulturalnej przy Ministerstwie Dziedzictwa Narodowego w Warszawie. W 2014 r. uzyskał stopień doktora habilitowanego w Uniwersytecie Papieskim Jana Pawła II w Krakowie. W 2023 został odznaczony Złotym Medalem za Długoletnią Służbę.
Od 1996 r. jest wykładowcą muzyki kościelnej w Wyższym Seminarium Duchownym w Tarnowie i Instytucie Teologicznym w Tarnowie (obecnie UPJPII WTST) oraz prowadzi czterogłosowy chór męski (alumnów WSD). Jest delegatem Biskupa Tarnowskiego do oceny ksiąg treści religijnej, członkiem Diecezjalnej Komisji Liturgicznej i Diecezjalnej Komisji Muzyki Kościelnej (podkomisja ds. chórów, schól, kantorów i psałterzystów). Od 2001 r. pełni obowiązki ceremoniarza bazyliki katedralnej w Tarnowie. W 2021 r. otrzymał nominację na przewodniczącego Komisji ds. Kultu Bożego i Życia Sakramentalnego V Synodu Diecezji Tarnowskiej.
W 2006 r. otrzymał godność kanonika honorowego, a w 2022 r. kanonika prałata i scholastyka kapituły katedralnej w Tarnowie. 

## Wybrane publikacje
- "Cantate": śpiewnik seminaryjny, Tarnów 2018
- "Gloriam Dei per musicam pronuntiare". Teologiczna refleksja nad muzyką sakralną, Tarnów 2017
- Modlitwa Kościoła w dniach męki, śmierci i zmartwychwstania Pana, Tarnów 2016
- Polska pieśń adwentowa w drukach od XVII do XX wieku, Tarnów 2014
- "Cantate Domino canticum novum". Księga Pamiątkowa dedykowana ks. Kazimierzowi Pasionkowi, Tarnów 2004[1]